# Dick's Picks Volume 19
Dick's Picks Volume 19 es el décimo noveno álbum en vivo de Dick's Picks, serie  de lanzamientos en vivo de la banda estadounidense Grateful Dead. Fue grabado el 19 de octubre de 1973 en el Fairgrounds Arena, en Oklahoma City, Oklahoma.

## Caveat emptor
Cada volumen de Dick's Picks tiene su propia etiqueta “caveat emptor”, que informa al oyente sobre la calidad del sonido de la grabación. La etiqueta del volumen 19 dice:
“A pesar de una obertura bastante socarrona, la calidad del sonido de este lanzamiento rápidamente se asienta en un ritmo agradable y cálido. Sin embargo, escuche atentamente, ya que puede descubrir que la música que contiene le dejará boquiabierto.”

## Recepción de la crítica
En su reseña para AllMusic, Lindsay Planer declaró: “En lugar de forzar la música por un camino predeterminado, permiten que progrese y se desarrolle orgánicamente. Este bien escaso parece unir tanto al artista como al público, al menos en esta ocasión”. John Metzger, crítico de The Music Box, comentó: “Con la excepción de las primeras canciones, el Volumen 19 está lleno de música que es simplemente demasiado buena como para perdérselo”. El crítico Dan Alford lo describió como “Una selección muy soñadora, este espectáculo completo del corazón de Estados Unidos presenta muchas melodías suaves tocadas de manera embriagadora. Hay una plenitud de sonido admirable, como si cada instrumento estuviera brillando más allá de sus límites normales y mezclándose con los demás”.

## Lista de canciones
Todas las canciones escritas y compuestas por Jerry Garcia y Robert Hunter, excepto donde esta anotado. 
| Disco uno |                        |                                     |          |  |
| N.º       | Título                 | Escritor(es)                        | Duración |  |
| 1.        | «Promised Land»        | Chuck Berry                         | 3:45     |  |
| 2.        | «Sugaree»              |                                     | 8:18     |  |
| 3.        | «Mexicali Blues»       | John Perry Barlow Bob Weir          | 3:58     |  |
| 4.        | «Tennessee Jed»        |                                     | 8:01     |  |
| 5.        | «Looks Like Rain»      | Barlow Weir                         | 8:25     |  |
| 6.        | «Don't Ease Me In»     | tradicional, arr. por Grateful Dead | 4:24     |  |
| 7.        | «Jack Straw»           | Hunter Weir                         | 5:32     |  |
| 8.        | «They Love Each Other» |                                     | 5:44     |  |
| 9.        | «El Paso»              | Marty Robbins                       | 4:51     |  |
| 10.       | «Row Jimmy»            |                                     | 9:24     |  |

| Disco dos |                                         |                                     |          |  |
| N.º       | Título                                  | Escritor(es)                        | Duración |  |
| 1.        | «Playing in the Band»                   | Mickey Hart Hunter Weir             | 18:24    |  |
| 2.        | «China Cat Sunflower»                   |                                     | 9:12     |  |
| 3.        | «I Know You Rider»                      | tradicional, arr. por Grateful Dead | 6:18     |  |
| 4.        | «Me and My Uncle»                       | John Phillips                       | 3:34     |  |
| 5.        | «Mississippi Half-Step Uptown Toodeloo» |                                     | 7:31     |  |
| 6.        | «Big River»                             | Johnny Cash                         | 4:52     |  |

| Disco tres |                      |                                                                         |          |  |
| N.º        | Título               | Escritor(es)                                                            | Duración |  |
| 1.         | «Dark Star»          | Garcia Hart Bill Kreutzmann Phil Lesh Ron “Pigpen” McKernan Weir Hunter | 15:46    |  |
| 2.         | «Mind Left Body Jam» | Grateful Dead                                                           | 10:41    |  |
| 3.         | «Morning Dew»        | Bonnie Dobson Tim Rose                                                  | 13:55    |  |
| 4.         | «Sugar Magnolia»     | Hunter Weir                                                             | 10:10    |  |
| 5.         | «Eyes of the World»  |                                                                         | 14:31    |  |
| 6.         | «Stella Blue»        |                                                                         | 7:58     |  |
| 7.         | «Johnny B. Goode»    | Berry                                                                   | 4:09     |  |

## Créditos y personal
Créditos adaptados desde el folleto que acompaña al CD.
Grateful Dead
- Jerry Garcia – voz principal y coros, guitarra líder
- Donna Jean Godchaux – coros
- Keith Godchaux – piano
- Bill Kreutzmann – batería
- Phil Lesh – bajo eléctrico, coros
- Bob Weir – guitarra rítmica, coros

Personal técnico
- Bill Candelario – grabación
- Dick Latvala, David Lemieux – archivista
- Jeffrey Norman – masterización
- Eileen Law – investigadora de archivo

Diseño
- Jack Seaman, Byron Nygreen – fotografía
- Tina Carpenter – ilustración, diseño de portada
- David DeNoma – fotografía de portada